# Littérature LGBT du Chili
 (juin 2025).
La littérature LGBT du Chili, s'entend littérature écrite par des auteurs chiliens qu'impliquent des trames, thématiques ou personnages qui fassent partie ou soient liées avec la diversité sexuelle. Elle a eu son plus grand exposant dans le roman «Passion et mort du Soigne Deusto», publiée en 1924 par l'écrivain Augusto D'Halmar et qui a été une des premières œuvres littéraires latino-américaines à traiter ouvertement l'homosexualité. Pendant pratiquement tout le XXe siècle la littérature LGBT chilienne a vécu dans un contexte de criminalisation de l'homosexualité, laquelle a été dépénalisée en 1999.

## Histoire

### Antécédents

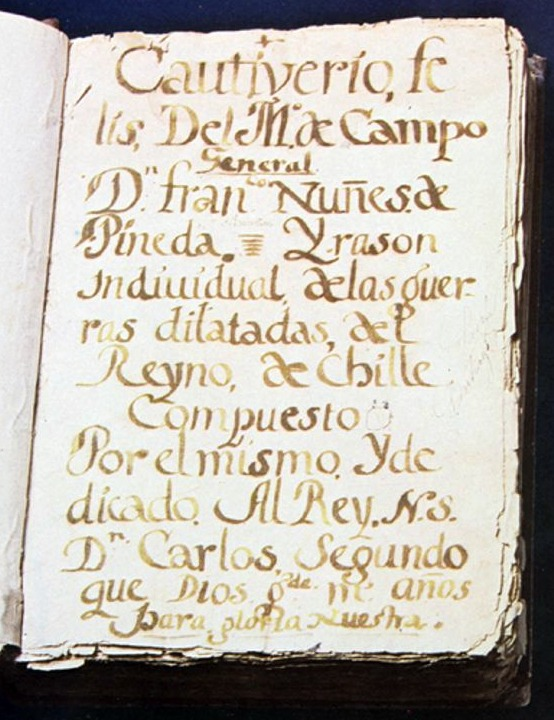
Couverture originale de Cautiverio heureuse (1673).

Une des premières chroniques sur homosexualité réalisées dans l'actuel territoire de la République du Chili, elle arrive en 1673 lorsque Francisco Núñez de Pineda et Bascuñán écrit le livre Cautiverio heureuse, qui narre l'existence d'un type de machi (chamán mapuche) connu aussi bien que weye, qui utilise un habillement censé être féminin avec lequel il peut avoir des rapports homosexuels de manière passive avec autres jeunes célibataires de sa tribu. C'est une conduite de l'homosexualité dans la culture mapuche largement tolérée au niveau social et sans aucune poursuite pénale dans leur ordonnance juridique indigène.
Au cours des siècles suivants, la presque totalité des chroniques narrent l'homosexualité de manière péjorative, en ridiculisant les protagonistes et en utilisant des insultes. Quelques-uns de ces cas sont cités en 1886 dans le journal Le Père Padilla, édité par Juan Rafael Allende, qui a publié une série d'articles sur des homosexuels, qu'il appelle «tapettes». Le premier fut publié dans l'édition du 2 mars, en signalant de possibles théories sur les causes de l'augmentation de la présence d'homosexuels à Santiago; le 13 mars, il publie une deuxième partie, alors qu'à partir du 26 juin se présente une pièce intitulée «Comédie de tapettes» dans laquelle les homosexuels sont caricaturés pour pur sensationnalisme jusqu'au 29 juillet. Postérieurement, en 1896 il est publié une "lira popular" avec une poésie intitulée La tapette habillé de femme; l'imprimé était édité par José Hipólito Casas Cordero, et il décrivait le cas d'un jeune de Quillota qui s'habillait comme une femme et marié avec un autre homme.

### XXeSiècle
La littérature chilienne du début du XXe siècle a commencé à développer abondamment des récits à thème gay, qui ont débuté avec le roman La sombra inquieta (es) de Hernán Díaz Arrieta (Alone), publié en 1915, dans lequel figure le premier personnage efféminé de la littérature nationale.
La première œuvre littéraire chilienne dans laquelle apparaît une relation homosexuelle est Pasión y muerte del Cura Deusto (es), écrite entre janvier et septembre 1920 par Augusto D'Halmar, publiée officiellement en 1924. Le roman met en vedette Ignacio Deusto, prêtre de iglesia de San Juan de La Palma, à Sevilla, qui tombe amoureux d’un jeune chanteur; l’intrigue se termine par la mort de Deusto sur les voies ferrées après avoir renoncé à l’amour.
En 1935, Joaquín Edwards Bello décrit dans La chica del Crillón un personnage lesbien, sujet rarement mentionné. Plusieurs auteurs comme Alejandro Jodorowsky et Enrique Lafourcade ont travaillé avec des artistes homosexuels qui ont propulsé leurs carrières. Enrique Lafourcade a consacré des rôles importants à l’homosexualité dans ses premiers travaux comme Peine de mort (1952) et Pour monter au ciel (1959). L’ouverture relative du sujet dans les cercles aristocratiques, intellectuels et artistiques, influencée par les événements en Europe, a permis la publication de quelques œuvres littéraires étrangères qui dépeignaient également l’homosexualité.
En 1966 le roman Ce lieu sans limites de José Donoso est publié. Il raconte l’histoire de La Manuela propriétaire d’un bordel dans une localité rurale de la zone centrale du Chili avec sa fille. Le roman décrit la prostitution dans les zones rurales. Le personnage de La Manuela est emblématique des violences subies par les personnes trans. L’année suivante est publié le roman El apuntamiento (es) de Luis Rivano, qui décrit les points de rencontre entre homosexuels de l’époque dans le centre de Santiago du Chili. Au milieu du XXe siècle, les œuvres d’Adolfo Couve (décédé en 1998)  et de l’écrivain Mauricio Wacquez (mort en 2000), abordant le thème de thème de l'homosexualité, ont peu été diffusées. 